# Kamila z Auxerre
Kamila z Auxerre (ur. w Civitavecchii, zm. 3 marca 437 w Escolives) – dziewica, święta Kościoła katolickiego.
Według tradycji Kamila wyruszyła, wraz z Porkarią, Palladią, Magnencją i Maksymą, do północnej Italii, by prowadzić życie zakonne pod kierunkiem św. Germana z Auxerre. Zmarła w Escoulives nie dotarłszy do celu.
Relikwie św. Kamili zostały zbezczeszczone i spalone przez kalwinistów w XVI wieku.
Jej wspomnienie liturgiczne obchodzone jest w dies natalis (3 marca).